# Women's Association of Siam
Women's Association of Siam, en kvinnoorganisation i Thailand, grundad 1932.
Det räknas som den första kvinnoföreningen i landet tillägnad kvinnors rättigheter. Dess syfte var att ena kvinnor och utöka kvinnors kunskap, och det höll bland annat kurser för kvinnor. 